# Chu Thường Tuân
Chu Thường Tuân (chữ Hán: 朱常洵; 22 tháng 2 năm 1586 - 2 tháng 3 năm 1641) là Hoàng tử thứ ba của Minh Thần Tông với Trịnh Quý phi. Ông chính là cha của vua Hoằng Quang nhà Nam Minh.

## Tiểu sử
Chu Thường Tuân sinh ngày mùng 9 tháng 1 năm Bính Tuất, tức năm Vạn Lịch thứ 14 (1586), là người con trai duy nhất còn sống tới khi trưởng thành của Trịnh Quý phi. Cùng năm đó, mẹ ruột của ông từ vị Quý phi, được tấn phong làm Hoàng quý phi, chỉ dưới mỗi Hoàng hậu Vương Hỉ Thư. Do sinh hạ nhiều Hoàng tự, lại biết khôn khéo tính toán nên Trịnh Quý phi rất được Thần Tông sủng ái, các con của bà cũng rất được Hoàng đế yêu quý, đặc biệt là Hoàng tam tử Chu Thường Tuân.
Đương lúc Hoàng đế muốn lập Thái tử, mẹ ông đã lôi kéo các quan viên, kết bè đảng kiến nghị Vạn Lịch Đế chọn ông vào ngôi vị Thái tử. Năm 1601, trước sức ép của Từ Thánh Hoàng thái hậu, Thần Tông buộc phải lập con trưởng là Chu Thường Lạc (con của Vương Cung phi) làm Thái tử (Minh Quang Tông sau này). Cùng ngày Chu Thường Tuân được sách phong làm Phúc vương, năm đó ông mới 15 tuổi. Năm 1614, Phúc vương cùng gia thất chuyển về đất phong ở Lạc Dương, Hà Nam.

## Bị giết hại
Tháng giêng năm Tân Tỵ, tức năm Sùng Trinh thứ 14 (1641), Lý Tự Thành vây hãm Lạc Dương, Phúc vương phải trốn vào một ngôi chùa tên là chùa Nghênh Ân (迎恩寺) nhưng lại bị phát hiện và giết hại, cung quyến nội quan hơn trăm người trong phủ đều tự sát hoặc bị hành quyết. Chỉ có Chu Do Tung, con trưởng của ông thoát được, về sau lên ngôi Hoàng đế nhà Nam Minh. Nhiều sử sách ghi lại, xác của Chu Thường Tuân bị xẻo thành nhiều mảnh rồi đem nấu với một con hươu sao, gọi là Phúc lộc yến (福祿宴).
Minh Tư Tông cho nghỉ triều 3 ngày, ban thuỵ là Trung (忠). Phần thi thể của ông được táng tại núi Mang Sơn (phía bắc Lạc Dương, Hà Nam) vào năm 1643.
Phúc vương Chu Thường Tuân khi chết để lại một số lượng tài sản vô cùng lớn, đó là bổng lộc do Minh Thần Tông ban cho và tiền thuế của muôn dân. Số của cải này sau đó dùng để chi tiêu cho quân đội của Lý Tự Thành trong nhiều năm sau đó.

## Truy phong
Năm Giáp Thân, tức năm Sùng Trinh thứ 17 (1644), Chu Do Tung lên ngôi Hoàng đế. Tháng 6 (âm lịch) năm đó, ông truy phong cho cha mình là Trinh Thuần Túc Triết Thánh Kính Nhân Nghị Cung Hoàng đế (贞纯肃哲圣敬仁毅恭皇帝). Sau vua Vĩnh Lịch cải thuỵ thành Hiếu Hoàng đế (孝皇帝), thêm 4 chữ Mộ Thiên Phu Đạo (慕天敷道) vào trước, ban miếu hiệu là Cung Tông.

## Gia đình

### Anh chị em
- Chu Thường Lạc (1582 - 1620), tức Minh Quang Tông.
- Vân Hòa Công chúa (雲和公主; 9 tháng 1, 1584 - 8 tháng 11, 1590), tên gọi Chu Hiên Xu (朱軒姝), chết yểu
- Chu Thường Tự (朱常溆; 19 tháng 1, 1585), chết ngay sau khi sinh, truy thuỵ Bân Ai vương (邠哀王)
- Chu Thường Trị (朱常治; 1587 - 1588), chết non, truy thụy Nguyên Hoài vương (沅懷王).
- Linh Khâu Công chúa (靈丘公主; 23 tháng 9, 1588 - 16 tháng 6, 1589), tên gọi Chu Hiên Diêu (朱軒姚), chết non
- Thọ Ninh Công chúa (壽寧公主; 11 tháng 4, 1592 - 13 tháng 8 năm 1634), tên gọi Chu Hiên Vị (朱軒媁), ái nữ của Vạn Lịch Đế, hạ giá Nhiễm Hưng Nhượng (冉興讓)

### Thê thiếp
- Diêu phi hay Điền phi, chính thất, mẹ đẻ của vua Hoằng Quang. Sau khi lên ngôi, Chu Do Tung truy tôn Hiếu Thành Đoan Huệ Từ Thuận Trinh Mục Hoàng thái hậu (孝誠端惠慈順貞穆皇太后). Dưới thời Vĩnh Lịch, đổi thuỵ hiệu thành là Hiếu Thành Đoan Huệ Từ Thuận Trinh Mục Phù Thiên Đốc Thánh Cung Hoàng hậu (孝诚端惠慈顺贞穆符天篤聖恭皇后).
- Trâu Thái hậu, kế phi, được Hoằng Quang dâng tôn hiệu Khác Trinh Nhân Thọ Hoàng thái hậu (恪貞仁壽皇太后), về sau bị xử tử cùng Hoằng Quang.
- Một số thị thiếp không rõ tên

### Con cái
1. Chu Do Tung (朱由崧; 1607 – 1646), lập ra nhà Nam Minh, tức vua Hoằng Quang.
2. Chu Do Củ (朱由榘; 1609 – ?), bị Lý Tự Thành giết, truy phong Dĩnh Xung vương (潁冲王)
3. Chu Do Hoa (朱由桦; ? – ?), bị Lý Tự Thành giết, truy phong Đức Hoài vương (德怀王)